# 克拉克斯维尔 (阿利根尼县)
克拉克斯维尔（英語：Clarksville）是位于美国纽约州阿利根尼县的一个镇，地处该县的西南部、奥利安东北。2010年美国人口普查时，该镇有1161人。其名称来源于荷兰土地公司的经纪人克拉克（S.N. Clark）。